# Saint-Maudan
Saint-Maudan är en kommun i departementet Côtes-d'Armor i regionen Bretagne i nordvästra Frankrike. Kommunen ligger i kantonen Loudéac som tillhör arrondissementet Saint-Brieuc. År 2022 hade Saint-Maudan 399 invånare.

## Befolkningsutveckling
Antalet invånare i kommunen Saint-Maudan
Referens:INSEE